# Rogo votivo
Un rogo votivo (o con termine in tedesco, Brandopferplatz, composto da Brand, rogo, Opfer, sacrificio, e platz, luogo), è un luogo di culto all'aperto attestato nelle Alpi nella tarda età del Bronzo e nell'età del ferro.

## Descrizione
Questi luoghi erano spesso situati in alta montagna e sono caratterizzati dal terreno carbonizzato a causa del rogo, accompagnato da resti di offerte ceramiche, spesso infrante ritualmente, da resti vegetali (leguminose e cereali), da ossa di animali (spesso capre); in alcuni casi sono state rinvenute anche ossa umane, il che ha fatto pensare a rituali che prevedevano sacrifici umani.
Il rogo votivo meglio conosciuto è il Rungger Egg del sito archeologico di Gschlier, presso Siusi allo Sciliar, in provincia di Bolzano, dell'età del ferro, dove sono testimoniate anche tracce di sacrifici umani e che fu abbandonato con la conquista romana. Il sito sembra fiorire in corrispondenza di un altro rogo votivo dell'età del bronzo, presente ad una quota più alta (Burgstall allo Sciliar).
Altri roghi votivi sono testimoniati a Breno, a Ultimo, e al Lago Nero.